# Station Busan (metrostation)
Station Busan (metrostation 113) is een ondergronds metrostation aan Lijn 1 van de metro van Busan. De naam verwijst naar het nabijgelegen spoorwegstation station Busan. Het metrostation werd in mei 1987 geopend.
Er zijn 12 opgangen naar de straat. Opvallend is dat er geen ondergrondse verbinding is met het spoorwegstation.